# Mieczysława Ruxerówna
Mieczysława Sabina Ruxerówna (ur. 10 października 1891 w Komarnie koło Sambora, zm. 5 kwietnia 1957 w Poznaniu) – polska archeolog, profesor Uniwersytetu Poznańskiego.

## Życiorys
Była córką Marcelego (notariusza) i Stanisławy z Frankowskich. Uczęszczała do gimnazjum żeńskiego im. Królowej Jadwigi w Krakowie. W latach 1910–1917 studiowała filologię klasyczną na Uniwersytecie Jagiellońskim, pod kierunkiem m.in. Adama Miodońskiego, Tadeusza Sinki, Leona Sternbacha. Uczęszczała również na wykłady z archeologii klasycznej prowadzone przez Piotra Bieńkowskiego. Pod koniec studiów w 1915 została asystentką w Katedrze Archeologii Klasycznej Uniwersytetu Jagiellońskiego. Pracowała przez rok jako nauczycielka języków klasycznych w Gimnazjum im. Adama Mickiewicza w Krakowie, w 1920 powróciła na Uniwersytet Jagielloński. W marcu 1922 obroniła pracę doktorską Historia naszyjnika na obszarze kultury egejsko-minojskiej, przygotowaną pod kierunkiem Piotra Bieńkowskiego. Od 1922 prowadziła wykłady zlecone na Uniwersytecie Poznańskim, a w 1923 została powołana na zastępcę profesora na tej uczelni. Kierowała Katedrą Archeologii Klasycznej Uniwersytetu Poznańskiego do wybuchu II wojny światowej. W czerwcu 1937 na Uniwersytecie Jagiellońskim obroniła pracę habilitacyjną Historia naszyjnika greckiego, w czerwcu 1939 Senat Uniwersytetu Poznańskiego wystąpił do Ministerstwa Wyznań Religijnych i Oświecenia Publicznego z wnioskiem o nadanie Ruxerównie tytułu profesora nadzwyczajnego. Mieszkała przy ul. Łukaszewicza 23.
Po wybuchu wojny została wysiedlona na Kielecczyznę. Krótki czas spędziła w Tuchowie pod Tarnowem, od 1940 przebywała w Krakowie. Utrzymywała się początkowo z pracy fizycznej, potem pracowała w Muzeum Czartoryskich i Muzeum Archeologicznym PAU. Brała udział w tajnym nauczaniu, pracując jednocześnie nad katalogowaniem zbiorów archeologicznych PAU. W lutym 1945 powróciła do Poznania, gdzie przystąpiła do prac nad odnowieniem Zakładu Archeologii Klasycznej uniwersytetu po zniszczeniach wojennych. W kwietniu 1949 po dziesięciu latach od złożenia wniosku doczekała się nominacji na profesora nadzwyczajnego. W maju 1952 została przeniesiona z Katedry Archeologii Klasycznej do Katedry Historii Sztuki, gdzie objęła kierownictwo Zakładu Sztuki Starożytnej. Współpracowała z Komisją Historii Sztuki PAU, była członkiem zwyczajnym Poznańskiego Towarzystwa Przyjaciół Nauk (w ramach PTPN należała do Komisji Filologicznej i Komisji Historii Sztuki), kustoszem honorowym działu antycznego Muzeum Narodowego w Poznaniu, opiekunem Koła Archeologów Studentów Uniwersytetu Poznańskiego. Została pochowana na cmentarzu Górczyńskim w Poznaniu.
Zainteresowania naukowe Mieczysławy Ruxerówny obejmowały rzeźbę i malarstwo starożytne, a przede wszystkim starożytne rzemiosło artystyczne. Badała m.in. dzieje biżuterii i terakoty. Odbyła w okresie międzywojennym szereg podróży naukowych – do ZSRR (nad Morze Czarne), Grecji, na Cypr i Kretę, do Włoch, Syrii, Palestyny, Egiptu, Turcji. Ogłosiła m.in. Naczynia mykeńskie i cypryjskie w gabinecie archeologicznym UJ ("Przegląd Archeologiczny", 1922), O późnohellenistycznych i wczesnośredniowiecznych kolczykach półksiężycznych w świetle zabytków krakowskich ("Przegląd Archeologiczny", 1926), Do wpływów wschodnich w złotnictwie hellenistyczno-rzymskim ("Sprawozdania Poznańskiego Towarzystwa Przyjaciół Nauk, 1936), Motywy architektoniczne w złotnictwie greckim ("Sprawozdania Poznańskiego Towarzystwa Przyjaciół Nauk", 1936), U źródeł sztuki greckiej i rzymskiej (1934), Z ateńskich wspomnień uniwersyteckich Aulusa Geliusa (1934), Sen archeologa w pracowni Fidiasza (1934). Była również autorką artykułu wspomnieniowego o swoim nauczycielu Piotr Ignacy Łada Bieńkowski ("Przegląd Archeologiczny", 1926). Wiele prac pozostawiła w rękopisie. Opracowywana przez nią druga część Historii naszyjnika greckiego zaginęła w czasie II wojny światowej; uczeń Ruxerówny J. Kubczak na podstawie notatek i materiałów z przedostatniej redakcji maszynopisu opracował i wydał w 1972 Naszyjnik grecki w okresach hellenistycznym i rzymskim.